# Parlament Escocès
El Parlament Escocès (gaèlic escocès: Pàrlamaid na h-Alba, escocès: Scots Pairlament, anglès: Scottish Parliament) és la cambra legislativa d'Escòcia. Es reuneix a l'Edifici del Parlament Escocès, a la zona de Holyrood, a la ciutat d'Edimburg, al final de la Milla reial, la principal artèria històrica de la capital; és per això que normalment hom el coneix informalment com a Holyrood.
De naturalesa unicameral, està compost per 129 diputats, escollits democràticament cada quatre anys per un sistema mixt proporcional i directe: 73 diputats provenen de l'elecció a 73 circumscripcions i 56 es reparteixen proporcionalment en vuit regions diferents.

## Història
El primer parlament d'Escòcia, també anomenat Estats d'Escòcia, va ser la cambra legislativa del Regne d'Escòcia des de principis del segle xiii fins que el regne es va fusionar amb el d'Anglaterra (Acta d'Unió de 1707) per a formar el Regne de la Gran Bretanya; aquesta unió també comportà la fusió dels respectius parlaments per a formar el Parlament de la Gran Bretanya, amb seu al Palau de Westminster, Londres.
El govern laborista de Harold Wilson va proposar el projecte de llei d'Escòcia i Gal·les el desembre de 1976 que va ser derrotat, però la Scotland Act de 1978 va permetre als anglesos votar en el Referèndum de devolució a Escòcia de 1979. El resultat del referèndum fou d'un 51,6% de vots favorables a la proposta, que només representava el 32,9% del total del cens electoral, de manera que no es va superar la condició del 40% necessària perquè s'implementes.
El referèndum escocès de 1997 era un compromís dins el manifest electoral del partit laborista de Tony Blair i va tenir lloc després que aquest partit guanyés les eleccions al Parlament del Regne Unit de 1997. Els escocesos varen donar un suport ampli a la recuperació de la institució legislativa pròpia i l'actual Parlament del Regne Unit va establir la Llei d'Escòcia de 1998 que li va retornar algunes capacitats a aquesta nació. Aquesta llei també defineix les competències de la cambra assenyalant explícitament aquells assumptes que li corresponen en exclusiva a Westmister, entre els quals hi ha la llei que regeix la cambra així com la capacitat per a augmentar-li o reduir-li competències. La primera sessió del nou parlament va ser el 12 de maig de 1999.
La competència legislativa del Parlament escocès ha estat modificada nombroses vegades des de llavors. La Llei d'Escòcia de 1998 i la Llei d'Escòcia de 2016 van ampliar les competències del Parlament, especialment en matèria d'impostos i benestar. L'objectiu de la Llei del mercat interior del Regne Unit de 2020, la modificació més recent, és restringir els poders de les institucions transferides i restringir l'exercici de les competències transferides. El seu efecte és soscavar la llibertat d'acció, la competència reglamentària i l'autoritat del Parlament, limitant la seva capacitat de prendre decisions econòmiques o socials diferents a les fetes pel Govern del Regne Unit.

## Composició del Parlament escocès
| Partit | Partit                       | Eleccions al Parlament Escocès | Eleccions al Parlament Escocès | Eleccions al Parlament Escocès | Eleccions al Parlament Escocès | Eleccions al Parlament Escocès | Eleccions al Parlament Escocès |
| Partit | Partit                       | 1999                           | 2003                           | 2007                           | 2011                           | 2016                           | 2021                           |
| ------ | ---------------------------- | ------------------------------ | ------------------------------ | ------------------------------ | ------------------------------ | ------------------------------ | ------------------------------ |
|        | Partit Nacional Escocès      | 38                             | 27                             | 47                             | 69                             | 63                             | 63                             |
|        | Partit Conservador Escocès   | 18                             | 18                             | 17                             | 15                             | 31                             | 31                             |
|        | Partit Laborista Escocès     | 56                             | 50                             | 46                             | 37                             | 24                             | 22                             |
|        | Partit Verd Escocès          | 1                              | 7                              | 2                              | 2                              | 6                              | 7                              |
|        | Liberal Demòcrates Escocesos | 17                             | 17                             | 16                             | 5                              | 5                              | 4                              |
|        | Partit Socialista Escocès    | 1                              | 6                              | -                              | -                              | -                              | -                              |
|        | Altres                       | 1                              | 2                              | 1                              | 1                              | -                              | 1                              |